# 北瑞典馬
北瑞典馬（瑞典語：Nordsvensk brukshäst）是一種小型重型马品種，起源于瑞典。這種馬的肩高約145公分至160公分之間。传统上用于林业和农业工作。